# Champtocé-sur-Loire
Champtocé-sur-Loire település Franciaországban, Maine-et-Loire megyében. Lakosainak száma 1837 fő (2022. január 1.). Champtocé-sur-Loire Saint-Augustin-des-Bois, Saint-Germain-des-Prés, Ingrandes-le-Fresne-sur-Loire, Mauges-sur-Loire és Val d’Erdre-Auxence községekkel határos.

## Népesség
A település népességének változása:
| Lakosok száma | 1384 | 1233 | 1335 | 1701 | 1866 | 1872 | 1868 | 1864 | 1855 | 1837 |
|               | 1968 | 1982 | 1990 | 2006 | 2013 | 2015 | 2017 | 2019 | 2020 | 2022 |